# Paraphlepsius lupalus
Paraphlepsius lupalus är en insektsart som beskrevs av Hamilton 1975. Paraphlepsius lupalus ingår i släktet Paraphlepsius och familjen dvärgstritar. Inga underarter finns listade i Catalogue of Life.